# Lista de personagens de Fruits Basket
Os personagens de Fruits Basket (フルーツバスケット, Furūtsu Basuketto) foram criados por Natsuki Takaya em um mangá escrito e desenhado por ela. Os 136 capítulos da história foram originalmente publicados na revista Hana to Yume de julho de 1998 a novembro de 2006, e também em 23 volumes em formato tankōbon pela editora Hakusensha. Em 2015, a editora reeditou o mangá em formato kanzenban, lançando a edição de colecionador em 12 volumes. Os dois primeiros volumes desta coleção especial foram lançados no dia 4 de setembro de 2015 e o décimo segundo e último volume foi lançado em 20 de julho de 2016.
A série foi adaptada para um anime de 26 episódios em 2001, produzido pelo Studio Deen. Em abril de 2019, uma nova versão do anime estreou no Japão, produzido pela TMS Entertainment. Diferente da primeira versão, o novo anime adaptará a história completa do mangá. A primeira temporada estreou em 2019, com 25 episódios e a estreia da segunda temporada foi oficialmente anunciada para 2020.
Fruits Basket conta a história de Tohru Honda, uma garota órfã que, depois de encontrar Yuki, Kyo e Shigure Sohma, descobre que os treze membros da família Sohma são possuídos pelos animais do zodíaco japonês(Jūnishi (十二支)) e são amaldiçoados a se transformar em suas formas animais quando estão fracos ou quando são abraçados por alguém do sexo oposto que não esteja possuído por um espírito.

### Tohru Honda
Tohru Honda (本田 透, Honda Tōru) é uma garota órfã, tem 15 anos e estuda na escola Kaibara. Sua mãe, Kyoko Honda, morreu em um acidente de carro pouco tempo depois dela entrar no colegial, e seu pai, Katsuya Honda, morreu quando ela tinha três anos. Ficou morando com seu avô paterno durante quatro meses, quando a casa dele precisou ser reformada. Ele ficou hospedado em um asilo e pediu para que Tohru ficasse hospedada na casa de alguma amiga até o fim das obras. Para não incomodar ninguém, a garota resolveu morar em uma barraca em um bosque, sem saber que o local era propriedade da família de um colega de classe, os Sohma. Um dia, Yuki e Shigure Sohma encontram com ela e sua barraca e ela lhes explica o motivo de estar morando lá. Compadecidos de sua situação, Yuki e Shigure a convidam para morar com eles até o fim da reforma da casa de seu avô em troca de ajudá-los com o serviço doméstico.

### Kyoko Honda
Mãe da Tohru, morreu atropelada em um acidente de carro. Quando jovem era uma delinquente muito conhecida entre as gangues (a "Borboleta Escarlate"). Era assim por causa dos conflitos que vivia em casa. Conheceu Katsuya na escola, um professor estagiário que a ajudou a superar seus problemas. Para abandonar a gangue, foi muito machucada e permaneceu inconsciente por vários dias, perdendo o exame para o colegial e por isso que queria tanto que Tohru completasse os estudos. Se casou com Katsuya após ser expulsa de casa, que aconteceu logo após sua saída do hospital. Depois que Katsuya morreu, Kyoko entrou em depressão e quase se suicidou, mas então lembrou-se de Tohru e voltou para casa. Conheceu Kyo quando ele era criança, mas devido a uma birra de Kyo eles perderam o contato e nunca mais se viram.

### Katsuya Honda
Pai da Tohru, morreu após uma gripe quando Tohru tinha 3 anos. Era um professor estagiário quando conheceu Kyoko e logo se apaixonou por ela. Dias depois, após Kyoko ser expulsa de casa, declarou o seu amor por ela e a pediu em casamento. A família de Katsuya não concordava com o casamento dos dois, já que Kyoko pertencia a uma gangue e a diferença de idade entre os dois era grande (8 anos). Tinha o apoio de seu pai no casamento, (avô de Tohru, que antes era muito rígido com Katsuya, mas com o tempo tornou-se uma pessoa gentil). Katsuya viveu muito feliz ao lado de Kyoko até o dia de sua morte (durante uma viagem a trabalho) e amava muito a Tohru.

### Arisa Uotani
É uma das melhores amigas de Tohru. Marcada por um passado angustiante e cruel é conhecida como "delinquente" no colégio e protege Tohru, com a ajuda de Hana-chan. Se apaixonou por Kureno e sofre por não estar com ele. Gostava muito de Kyoko, pois ela a ajudou quando Arisa era considerada "um caso perdido".

### Saki Hanajima
Tem o dom psíquico das "ondas mentais venenosas" que ela utiliza com perícia e muita frieza. Embora amiga fiel de Tohru e Uo-chan, é calculista e fria para com os demais. Fala de um jeito frio com outras pessoas, mas no fundo é uma pessoa muito boa. Passou por maus bocados na antiga escola, onde foi maltratada e chamada de bruxa por ser diferente. Mas ao se transferir para o colégio de Tohru e Arisa descobre a verdadeira amizade, é muito bem recebida pelas duas e pela mãe de Tohru que a acolheram constantemente.
Pode conter spoilers!

### Membros amaldiçoados

#### Yuki Sohma RATO
Ele é tido como "príncipe" na escola por ser incrivelmente bonito e gentil com todos. Ele luta para se libertar da maldição dos doze signos, que o prende a muito tempo. Inteligente, prestativo e reservado, esconde problemas da infância que o impedem de se relacionar com as pessoas. Não aparenta, mas é bom de briga. Em sua parte da maldição, ele se transforma em um ratinho acinzentado ao ser abraçado por alguém do gênero oposto. No início pensamos que ele gosta de Tohru, mas depois ele percebe que busca na protagonista a imagem de uma mãe, já que nunca pode contar com a sua. Tem um irmão mais velho, Ayame, com quem não se dá muito bem devido a traumas passados, mas ao decorrer da obra supera seus demônios interiores. Ao longo do tempo, também passa a ser o presidente do grêmio estudantil. No anime e no mangá, é mostrado que Yuki foi um dos personagens que mais sofreu, principalmente por causa de sua mãe e de Akito.

#### Kyo Sohma GATO
Rival de Yuki. Seu animal é o gato, que por causa de um acontecimentos anteriores na história não existe no horóscopo japonês. Por essa razão, ele acredita que se vencer o rato (Yuki) poderá ingressar nos doze signos. É alguém muito protetor, principalmente com Tohru, e por mais que não seja aparente, muito legal e "difícil de odiar", de acordo com Uo-chan, que sempre implica com ele. Kyo adora artes marciais e viveu algum tempo nas montanhas como forma de treinamento. Logo à primeira vista parece um sujeito insensível e sem tato para com os outros, mas no fundo é uma ótima pessoa. Sua mãe morreu a poucos passos dele quando pequeno, vivia dizendo que o amava, mas Kyo sempre dizia que era uma mentira e que ela dizia isso para ele não ficar preocupado em perdê-la. Também cresceu ouvindo que o suicídio de sua mãe foi sua culpa. Após isso, seu pai o abandonou e foi adotado pelo neto do antigo possuído do gato, que o ensinou artes marciais. Nutre um sentimento especial por Tohru e se acha indigno disso. Se sente culpado em relação a Kyoko (falecida mãe da Tohru) e o porquê disso é revelado no mangá 20 (e também no anime). Descobrimos que Kyo e Kyoko já se conheciam, e, por causa da personalidade receptiva de Kyoko, viraram amigos, mas perderam o contato após Kyo fugir de Kyoko por conta de uma birra. Acontece que Kyoko morreu na frente de Kyo, o que o fez se sentir culpado por não ajudá-la. Não gosta muito de Kagura, acha ela uma garota muito exagerada, e nunca entende o porquê ela quer se casar com ele, mesmo por Tohru ter te explicado que é o maior sonho de uma garota. Kyo é super esquentado, e tenta se controlar enquanto está perto de Tohru.

#### Shigure Sohma CÃO
Figura bastante dissimulada e cheia de segredos, este homem é o chefe da casa em que Tohru mora com os Sohma. Ele vive como escritor e novelista e adora xeretar as vidas alheias. Ele é sempre visto trajando quimono e corresponde ao cachorro no zodíaco chinês. Ele adora fazer Mitsuru, sua editora, sofrer não cumprindo com o prazo de entrega de seus textos. Adora testar as pessoas para ver como irão reagir e também esconde seu relacionamento com uma pessoa muito importante ao decorrer da história. Apesar de não aparentar, é alguém muito misterioso e fiel a sua ideologia bem definida como "os fins justificam os meios", e faz qualquer sacrifício para concluir seus objetivos, inclusive perder pessoas próximas de si, o que ele define como "perder um dente".

#### Kagura Souma JAVALI
Prima de Kyo (não por sangue) e apaixonada pelo mesmo. É uma pessoa geniosa e costuma bater em Kyo para demonstrar seu amor por ele. É dois anos mais velha que Yuki e Kyo. Ela mora com sua mãe, seu pai e Isuzu (Rin). Seu animal no signo japonês é o javali. Conforme a história se passa, descobrimos também que Kagura sempre sentiu vergonha por ser o javali e passou a ficar cada vez mais perto de Kyo, já que sentia que sua dor não se comparava a dor do usuário da alma do gato (afinal, a maioria dos signos do zodíaco não são considerados piores que o gato). Parte de si mesma sempre soube que os sentimentos que Kagura nutriu desde sua infância não eram verdadeiros e que eram apenas uma fuga da realidade, mas ela demorou a perceber. Apesar de seus profundos e antigos sentimentos por Kyo, não hesitou em apoiar sua relação romântica com Tohru e a encorajou a contar seus sentimentos para Kyo.

#### Momiji Sohma COELHO
É visto por todos como alguém muito fofo e que gosta muito de Tohru, sempre andando junto dela. Seu signo é o coelho. Não aparenta ter a idade que tem (15 e depois 16 anos), mas isso muda depois de seu surpreendente estirão de crescimento. Tem uma irmã mais nova, Momo, que não sabe que Momiji é seu irmão pois sua mãe rejeitou o fato de ter dado a luz a um signo do zodíaco e teve sua memória apagada. Por isso, Momiji vive separado da família e tem que observar a mãe e a irmã de longe. Seu pai se lembra dele, mas prefere simplesmente ignorá-lo. É um garoto extremamente carinhoso e muito maduro para sua idade, dando lições de moral para os mais velhos. Toca violino para sua irmã, e nos conta que sonha em virar violinista. Momo adora Momiji e se espelha nele, querendo tocar violino tão bem quanto ele no futuro. Ela diz a Tohru que queria que Momiji fosse seu irmão.

#### Hatori Sohma DRAGÃO (CAVALO MARINHO)
Médico da família Sohma. No início da história, pode ser mal interpretado como alguém frio e sem sentimentos. Sofreu por amar tanto Kana, que mesmo descobrindo o segredo, aceitou se casar com Hatori. Ao pedir a permissão formal de Akito (patriarca da família) para o casamento se realizar, Akito atacou Hatori e cegou-o de um olho, fazendo Kana se sentir culpada por isso e adoecer. Hatori, a fim de proteger quem tanto amava, apagou sua memória para que ela não sofresse. É do signo de dragão e quando abraçado vira um cavalo-marinho (cavalo-marinho em japonês significa filhote perdido de dragão). Começa a sentir uma afinidade com Tohru, gostando de sua pureza e percebendo o quanto se parece com Kana.

#### Hatsuharu Sohma BOI
Primo de Kyo e Yuki. É um ano mais novo que eles, tem a idade de Momiji, apesar de parecer mais velho. Seu signo chinês é o boi. Gosta muito de Yuki, que o descreve como alguém que está sempre no mundo da lua, mas quando sua personalidade sombria vem á tona, se torna alguém completamente diferente. Na história, é par romântico de alguém que é primeiramente apresentada como alguém cheia de segredos (Isuzu Sohma/Rin), o cavalo, e não desiste de seu amor quando o relacionamento acaba, conseguindo fazê-la demonstrar o quanto ainda o amava.

#### Ayame Sohma COBRA
Irmão mais velho de Yuki. Ayame Sohma tem 27 anos e seu animal do Junishi é a serpente. Alfaiate e dono de uma loja de roupas, Ayame é o mais excêntrico e fútil dos Sohmas. Ele tem uma necessidade incrível de exibir-se, e sempre vê a situação como se fosse o protagonista, apesar de muito inteligente. Admira muito Hatori por reconhecer que Hatori tem o que falta em si, o tornando a única pessoa que ouve e obedece. Quando jovem, foi muito frio e não se importou com os sentimentos e o sofrimento de Yuki, o que criou um abismo entre os dois. Ao reconhecer seus grandes erros mais velho, agora tenta retomar a relação fraternal que perdeu, mas às vezes só piora as coisas.

#### Kisa Sohma TIGRE
Uma garota linda e ainda nova pertencente ao signo do tigre. Passou por vários problemas devido à cor de seu cabelo e olhos — bullying — e graças a Akito, seu melhor amigo, Hiro, se afastou por um tempo. Para piorar, sua mãe é superprotetora e não enxerga o lado de Kisa. Tohru a ajudou muito, o que a tornou melhor amiga de Kisa e um exemplo de alguém que ela gostaria de se tornar, para o desgosto de Hiro, que estava tentando reparar o erro que cometeu com ela.

#### Hiro Sohma CARNEIRO
Um garoto de língua afiada que é apaixonado pela Kisa e, por essa razão, adora colocar Tohru para baixo e maltrata-la, apesar de se arrepender e tentar mudar. Quando decide contar a Akito (patriarca da família) sobre seus sentimentos, reage muito mal e decide machucar Kisa na esperança de que assim Hiro perceba que não é bom amar alguém mais que Akito. Com medo do que Akito pode fazer a ela, decide protege-la se afastando. Ao perceber que se afastar só pioraria tudo, muda de ideia e tenta se reaproximar. Porém, apesar de aceitá-lo novamente de braços abertos, ela se tornou muito apegada a Tohru, e graças a isso tem que dividir a atenção de Kisa com ela. Pertence ao signo do carneiro. Ele parece ter uma amizade com Rin, já que viu o que Akito fez a ela e no volume 8 pode-se vê-lo levando flores para ela no hospital, coisa que ele não faz para qualquer pessoa. No meio da história, ganha uma irmãzinha muito fofa, Hinata, mas não pode sequer abraçá-la. Ao contrario de quase todos os possuídos, seus pais não o rejeitaram e o amam muito apesar da maldição.

#### Ritsu Sohma MACACO
Parece muito com uma mulher (tanto que até a própria Tohru se enganou), mas na verdade é um homem que tem seus próprios motivos para se travestir. E, como sua mãe, vive repetindo "gomennasai (desculpe-me)", de forma bizarra e engraçada. Isso acontece porque, quando criança, seus pais viviam tendo que pedir desculpas pelos estragos de Ritsu, o que sempre o fez pensar que era um incômodo. Seu signo é o macaco. Diz que quer ser como Ayame, alguém que expressa a própria personalidade com vigor. No final do Mangá, Ritsu tem seu final feliz com a editora de Shigure, Mitsuru-chan, sendo assim, desvendando o mistério sobre sua sexualidade.

#### Isuzu Sohma CAVALO
Escondendo uma infância extremamente triste e sendo descrita como uma garota muito bonita, Isuzu Sohma é o cavalo do zodíaco. Sofreu muito na infância por ter sido rejeitada pelos pais, apesar de viverem em um "teatrinho", como descreve a personagem. Seu apelido é Rin, porque o último kanji de seu primeiro nome pode ser lido assim. Ela é muito ríspida, mas no fundo uma ótima pessoa que apenas se afastou de todos com medo de ser abandonada. E, como apresentado no volume 14 do mangá, deixa Hatsuharu, pois achava que o sentimento que tinha por ele iria sufocá-lo prendê-lo. E que, uma hora ou outra dia iria se cansar dela e deixá-la para trás, igual todos faziam. Um grande motivo do doloroso término também foi para que Akito não pudesse machucá-lo, já que, ao comunicar seu relacionamento, Akito a empurrou de cima de uma varanda, sendo esse o motivo para que ela estivesse no hospital e o motivo principal do fim de seu relacionamento, mesmo amando-o muito ainda. Akito odeia Rin por motivos claros: ela se envolveu com um dos signos e é muito parecida com uma pessoa que ele odeia. Seu objetivo é dar um fim na maldição que envolve os doze signos, principalmente porque acredita que para achar a verdadeira felicidade de Haru.

#### Kureno Sohma GALO
Personagem enigmático dentre os demais, pois Akito proíbe que os outros doze dirijam a palavra a ele. É a paixão de Arisa Uotani e pertence ao signo do galo.  Ama Arisa, mas não pode ter um relacionamento com ela devido a uma promessa que fez a Akito quando sua maldição foi misteriosamente quebrada. 

#### Akito Sohma
É o misterioso patriarca dos Sohma. Alguém bastante diabólico, cruel e arrogante, que pouca importância dá àqueles que vivem à sua volta. Furou o olho esquerdo de Hatori, jogou Isuzu (Rin) pela janela de um prédio, batia em Yuki na infância e enfiou uma faca em Kureno. Possui um ódio particularmente maior por Tohru, que conquistou os doze possuídos muito facilmente. É alguém extremamente misógino que detesta mulheres (principalmente as que se envolvem com os possuídos do gênero masculino), diz que todas elas são falsas e, desde pequeno, ama Shigure. No mangá, é revelado que Akito na verdade é uma mulher, mas sua mãe (Ren), desejando ser a única mulher na vida do pai de Akito, não queria uma filha e a criou como um homem. Cada vez mais, vai se mostrando mais perturbada, e com isso perturbando a todos a sua volta. Principalmente os possuídos, já que teme que eles tenham outros relacionamentos além para com Akito. Com o tempo, vai mostrando uma enorme carência e necessidade de atenção. Ela acredita que é como Deus, e que todos tem o dever de amá-la e permanecerem ao seu lado. Na lenda do horóscopo japonês, quem chamava os treze animais para a festa era "Deus"/Kami-Sama. O mangá nos mostra que Akito era patriarca/matriarca da família Sohma e todos deviam obedecê-la. Por isso mostra-se revoltada e capaz de puni-los de todas formas toda vez que um deles tenta se afastar dela ou se envolver com uma mulher, o que certamente os levaria embora. Akito diz sentir nojo de Kyo (por ser o usuário do gato), mas mesmo assim quer que ele fique perto dela, chegando a fazer um tipo de aposta/acordo com ele: se Kyo vencesse Yuki antes de terminar o colegial, o gato seria incluído no Juunishii e todos deveriam mostrar respeito por ele. Mas, acaso não conseguisse, teria de permanecer trancado em um quarto pelo resto da vida (como os outros usuários do gato), recebendo apenas a visita dela.

### Membros secundários

#### Kazuma Sohma
Um homem muito gentil e hospitaleiro que é pai adotivo de Kyo. Apesar de não pertencer aos doze, conhece o segredo da família Sohma. É dono de um dojo, que é frequentado também por integrantes dos 12 signos. Kazuma adotou Kyo não por sentir pena do possuído do gato, mas por ser uma forma de se redimir de um erro que cometeu no passado. Com o tempo, começou a amar Kyo como um filho e faz de tudo para que ele não seja trancafiado no retiro (prisão destinada aos nascidos do gato, que passam o resto da vida presos lá).

#### Ren Sohma
Apareceu recentemente na história. É mãe de Akito e obcecada por Akira Souma, o falecido pai de Akito. Odeia a filha, que mandou ser criada como homem, argumentando que seria estranho haver uma matriarca para o clã e que nem queria ter um filho se não fosse homem. É uma pessoa fria, que não respeita o enlace dos doze signos com Akito, fazendo o possível para prejudicá-la e machucá-la. Akito odeia Rin, por ela se parecer muito fisicamente com sua mãe.

## Outros personagens

### Mitsuru
É a editora do Shigure. Sempre muito triste por causa de um certo escritor, chegando a quase se suicidar, enquanto escrevia um bilhete para seus pais.

### Megumi Hanajima
Irmão da Hana-chan. Por causa das "ondas mentais" de sua irmã, ele aprendeu a lançar maldições. Além disso, ele não age de acordo com sua idade (14 anos).

### Fã-clube do Príncipe Yuki
Composto pela presidente do terceiro ano, Motoko Minawaga, líder do segundo ano, Minami Kinoshita, líder do primeiro ano, Miyo, e a arrombadora profissional de portas, Rika, foi criado especialmente para proteger e adorar o maravilhoso Yuki. Todas odeiam a Tohru por sua amizade com Yuki e procuram rebaixá-la, mas Hana-chan, com seus poderes psíquicos, sempre as aterroriza por tudo o que dizem a Tohru.

### Kakeru Manabe
Vice-Presidente do grêmio estudantil, é meio irmão de Machi. Tem uma namorada de quem gosta muito. É amigo de Yuki e não gostava muito de Tohru devido a um segredo revelado no mangá 19: o pai de sua namorada morreu no acidente que matou a mãe de Tohru, Kyoko, sendo o motorista do carro que a atropelou. Esse acidente magoou muito sua namorada. Por isso, tem râncor de Tohru, e diz que ela não era a única que sofria com tudo aquilo, não possuindo o apoio de sua namorada na atitude. E, mais para frente no manga acaba se arrependendo e se redimindo.

### Machi Kuragi
Tesoureira do grêmio estudantil. É muito reservada e parece que gosta de Yuki, por sempre ter o apoio dele. Sofre muita pressão de parte da sua mãe para que ela fosse perfeita e ficasse com a herança que era disputada com Kakeru. Depois que seu irmãozinho nasceu, sua mãe disse coisas horríveis a ela, que ela era muito sonsa e que nunca ganharia a herança. Depois disso, passou a ter um problema com perfeição e desarruma tudo que vê. Yuki a apoia e ajuda muito em relação a isso.

### Kimi Toudou
Secretária do grêmio estudantil. É uma garota muito bonita conhecida como "Viúva-Negra" por cativar os meninos com sua beleza, adora provocar o fã-clube de Yuki por poder estar com ele todos os dias no grêmio.

### Naohito Sakuragi
Secretário do grêmio. Possui duas irmãs mais velhas que estão sempre mandando nele. Estourado e sem paciência, gosta de Motoko, a presidente do Prince Yuki, e por isso considera Yuki seu maior rival.

### Kunimitsu
Ajudante de Kazuma no dojo. É muito prestativo e convive com Kazuma e Kyo há anos, o que usa para zoar de Kyo quando Tohru está por perto, revelando seus segredos e vergonhas de infância. Mesmo assim, desconhece o segredo da família Sohma.

## Enredo

Fruits Basket logo-2019/2021.

Tohru Honda é uma menina com uma energia muito calorosa e gentil que vive com seu avô após a triste morte de sua mãe. Porém, quando a casa necessita de uma reforma, seu avô acaba indo para um asilo e perde para que Tohru viva com alguma amiga até que acabe. Sem querer causar preocupações nem incômodos para seu avô e suas amigas, Tohru acaba tendo que morar em uma barraca por algum tempo até que a reforma acabe. Entretanto, o que Tohru não imaginou que o terreno daquela barraca acabaria pertencendo a uma família muito misteriosa. Ao descobrir que havia uma colega de classe morando no terreno, Yuki Sohma, de maneira muito receptiva, pede a Shigure (proprietário da casa) que a deixe morar lá até que a reforma acabe, em troca de todos os afazeres da casa serem feitos. 
Acontece que o primeiro dia que Tohru passa na residência Sohma foi coincidentemente o dia em que Kyo Sohma voltou de seu treinamento para desafiar Yuki, que, então, começam a lutar. Tohru, na tentativa de apartar a briga, acaba por acidente abraçando os três, que viram animais imediatamente. De acordo com a explicação de Shigure, a família Sohma é amaldiçoada e 12 membros da família principal possuem a alma dos 12 animais do zodíaco japonês (rato, cachorro, galo, dragão/cavalo marinho, serpente, cabra, tigre, javali, macaco, cavalo, boi e coelho) e que se transformavam sempre que abraçados pelo gênero oposto. Todos eram parte do zodíaco, menos Kyo, que, apesar de ter a alma de um animal dentro de si (o gato), não era pertencente ao zodíaco. Tohru, então, entende imediatamente, mas Yuki lamenta que, provavelmente, a memória de uma de suas primeiras amigas seria apagada.
Entretanto, surpreendentemente, Akito, patriarca da família Sohma, permite que ela more na residência de Shigure e que saiba do segredo. Yuki e Kyo logo suspeitam dos motivos de Akito, mas protegerão Tohru de qualquer ameaça. 
Então, entre tantos segredos que ainda serão revelados para nós e para Tohru, ela viverá junto com a família Sohma, e, com seu jeito gentil e otimista, conquistar membro a membro dos portadores do zodíaco e se tornar alguém de muito apoio para todos os traumas dos membros da família Sohma, incluindo Akito.

## Dubladores/Casting (personagens principais)
Tohru Honda: em português, Carol Ruis. Em japonês, Manakawa Iwami.
Kyo Sohma: em português, Fábio Campos. Em japonês, Yuma Ochida. (quando criança, Asuna Tomari).
Yuki Sohma: em português, Pedro Volpato. Em japonês, Nobunaga Shimazaki. (quando criança, Miyuri Shimabukuro).
Shigure Sohma: André Sauer, Yuichi Nakamura.
Kagura Sohma: Rayssa Bueno, Rie Kugimiya.
Momiji Sohma: Luy Campos, Megumi Ran.
Hatori Sohma: Ítalo Luiz, Kazuyuki Okitsu.
Hatsuharu Sohma: Enrico Espada, Makoto Furukawa.
Ayame Sohma: Márcio Araújo, Takahiro Sakurai.
Kisa Sohma: Sicília Vidal, Reina Ueda.
Hiro Sohma: Yago Contatori, Yo Taichi.
Ritsu Sohma: Lucas Gama, Kengo Kawanishi.
Isuzu Sohma: Marcella Almeida, Aki Toyosaki.
Kureno Sohma: Augusto de Souza, Yuichiro Umehara.
Akito Sohma: Beatriz Villa, Maaya Sakamoto.
1. ↑  «漫画『フルーツバスケット』の魅力を全巻ネタバレ！2度目のアニメ化の名作が無料で読める！【あらすじ】» (em japonês). ホンシェルジュ. 5 de abril de 2019. Consultado em 22 de julho de 2020
2. ↑  «フルーツバスケット 1» (em japonês). 白泉社. Consultado em 22 de julho de 2020. Cópia arquivada em 2 de julho de 2020
3. ↑  «フルーツバスケット 23» (em japonês). 白泉社. Consultado em 22 de julho de 2020. Cópia arquivada em 21 de junho de 2020
4. ↑  «愛蔵版　フルーツバスケット 1» (em japonês). 白泉社. Consultado em 22 de julho de 2020. Cópia arquivada em 22 de junho de 2020
5. ↑  «愛蔵版　フルーツバスケット 2» (em japonês). 白泉社. Consultado em 22 de julho de 2020. Cópia arquivada em 21 de junho de 2020
6. ↑  «愛蔵版　フルーツバスケット 12» (em japonês). 白泉社. Consultado em 22 de julho de 2020. Cópia arquivada em 22 de junho de 2020
7. ↑  «フルーツバスケット（2001）» (em japonês). アニメハック. 15 de março de 2019. Consultado em 22 de julho de 2020
8. ↑  «Fruits Basket Anime Series (2001) Review» (em inglês). Manga Tokyo. Consultado em 22 de julho de 2020. Cópia arquivada em 15 de dezembro de 2019
9. ↑  «アニメ「フルバ」楽羅役は釘宮理恵、紅葉役は潘めぐみ、はつ春役は古川慎» (em japonês). コミックナタリー. 19 de janeiro de 2019. Consultado em 22 de julho de 2020. Cópia arquivada em 22 de junho de 2020
10. ↑  «CAST/STAFF» (em japonês). フルーツバスケット. Consultado em 22 de julho de 2020. Cópia arquivada em 12 de junho de 2020
11. ↑  Valdez, Nick (23 de julho de 2019). «Fruits Basket Releases New Poster, Trailer» (em inglês). Comicbook.com. Consultado em 4 de outubro de 2019. Cópia arquivada em 15 de junho de 2020
12. ↑  Valdez, Nick (20 de setembro de 2019). «Fruits Basket Season 2 Officially Announced» (em inglês). Comicbook.com. Consultado em 4 de outubro de 2019. Cópia arquivada em 15 de junho de 2020
13. ↑  «Fruits Basket Edição de Colecionador #01». Editora JBC. Consultado em 22 de julho de 2020. Cópia arquivada em 22 de julho de 2020
14. ↑  Takaya, Natsuki (2019). Fruits Basket. São Paulo: JBC. pp. 60–61. ISBN 9788545711865
15. ↑  Takaya, Natsuki (2019). Fruits Basket. 1. São Paulo: JBC. pp. 10; 38. ISBN 9788545711865
16. ↑  Takaya, Natsuki (2019). Fruits Basket. 1. São Paulo: JBC. p. 27. ISBN 9788545711865
17. ↑  Takaya, Natsuki (2019). Fruits Basket. 1. São Paulo: JBC. p. 28. ISBN 9788545711865
18. ↑  Takaya, Natsuki (2019). Fruits Basket. 1. São Paulo: JBC. pp. 31–33. ISBN 9788545711865
19. ↑  Takaya, Natsuki (2019). Fruits Basket. 1. São Paulo: JBC. pp. 45–47. ISBN 9788545711865